# Casa del Boia

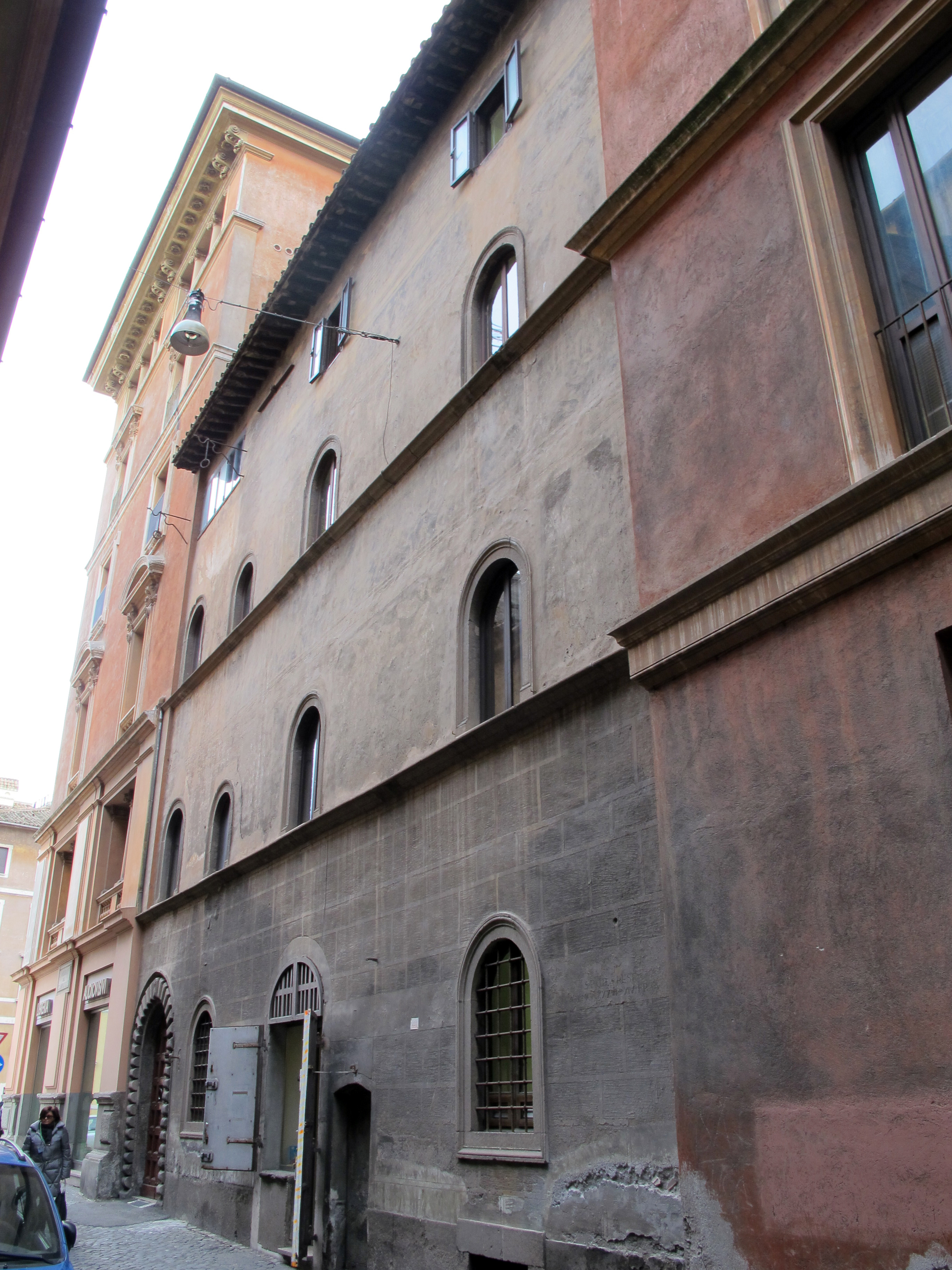
Casa del Boia dans le Vicolo del Campanile.

La Casa del Boia ou Casa di Mastro Titta est une maison médiévale située au numéro 4 du Vicolo del Campanile dans le rione Borgo de Rome.

## Histoire

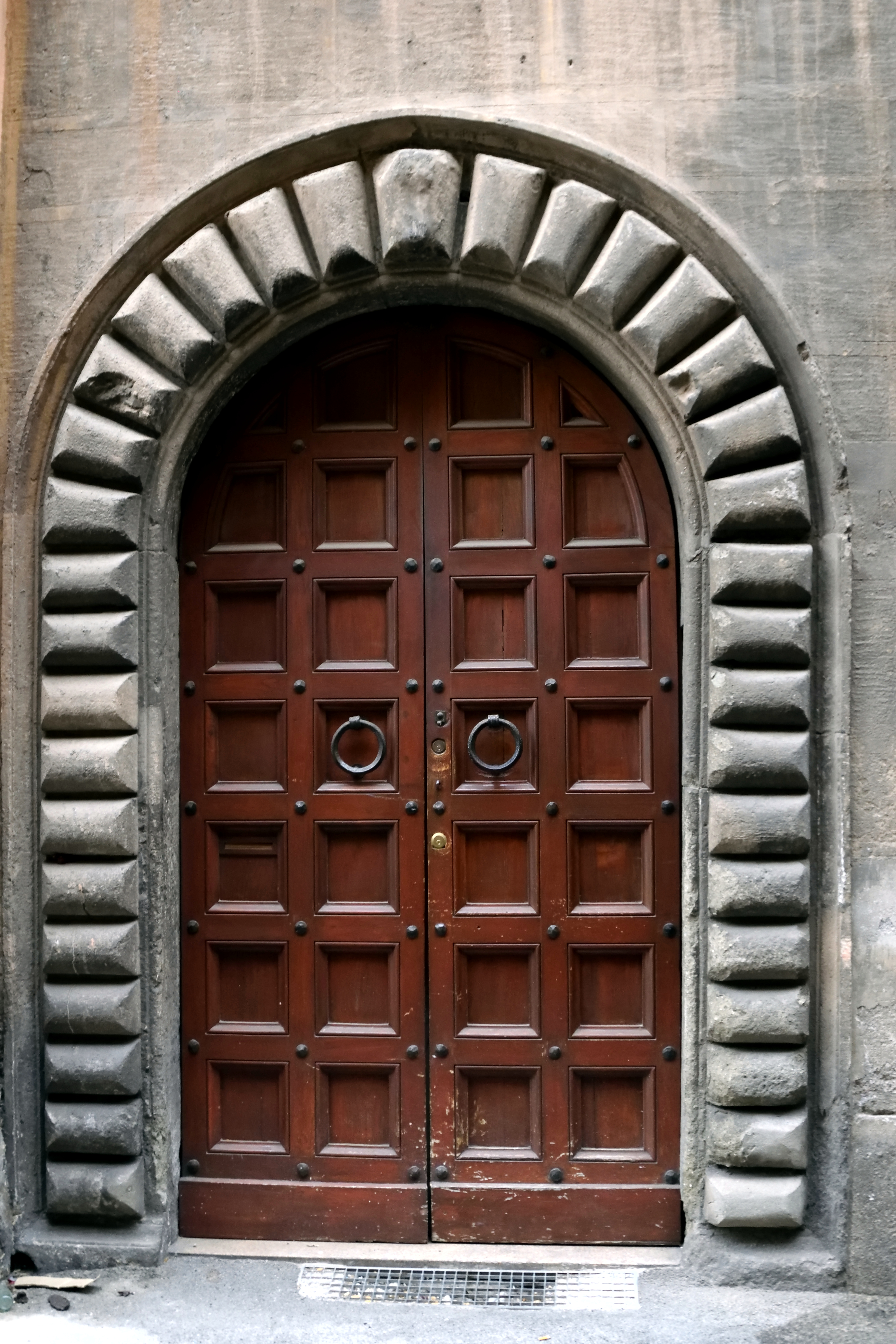
Portail.

Le bâtiment est une maison du XVe siècle avec des vestiges décoratifs en grisaille sur la façade (encore visibles, mais difficilement), restauré en 1936 sur ordre de Gaetano Latmiral, propriétaire du Palazzo Latmiral dans lequel il est englobé. Selon Vasari, l'auteur de la décoration serait Giulio Romano, qui aurait construit vers 1520 au milieu du Borgo Novo une façade en graphite avec quelques prisonniers et de nombreuses autres belles œuvres.  Le rez-de-chaussée, où se trouve le portail, est bordé de fausses silhouettes sculptées ; le premier étage, entre les quatre fenêtres cintrées, est représenté par quatre rois Daces prisonniers et par un jardin de vaches endormies volées par Mercure  ; dans la frise entre le premier et le deuxième étage, l’emblème des Médicis parmi les lions ; au deuxième étage, quatre figures féminines mythologiques et Argo avec trois vaches; sur la frise au-dessus se trouvent des lions ailés et des vases avec des fruits, et au dernier étage des têtes de lions. 
La maison a été restaurée à nouveau en 1980 .

## Bourreau papal
Giovanni Battista Bugatti, plus connu sous le nom de Mastro Titta, est le célèbre bourreau de la Rome pontificale. Ce personnage a laissé une trace précise de la « justice » rendue par lui, enregistrant pour chacune les données générales de la victime, le lieu d'exécution et le crime commis.  De cette liste, nous savons que les interventions de Mastro Titta se sont élevées à 516, exécutées de mars 1796 à août 1864 ; Titta est décédé le 18 juin 1869. Les exécutions avaient lieu dans une sorte de lieu théâtral sur le Pont Saint-Ange, la Piazza del Popolo ou la Via dei Cerchi.  Il est généralement représenté comme une personne honorable, instruite et heureuse dans l'exercice de ses fonctions, pour lequel il a reçu la récompense symbolique d'un papetto soit l'équivalent de trois cents lires italiennes. On sait qu'il n'était pas le dernier bourreau papal : en fait, Vicenzo Balducci est devenu son aide en 1850 et a poursuivi sa mission sanglante jusqu'au 9 juillet 1870.